# 아오호리역
아오호리역(일본어: 青堀駅, あおほりえき)은 일본 지바현 훗쓰시에 있는 동일본 여객철도의 철도역이다.

## 역 구조
섬식 1면 2선 구조의 지상역이다. 역사와 승강장은 과선교로 이어져 있다. 기미쓰역이 관리하며, 역 업무는 JR 지바 철도 서비스가 대신 하고 있다. 간이 개찰기에서 스이카 및 제휴 교통카드의 사용이 가능하다.

### 승강장
| 1 | ■ 우치보 선 | 기미쓰 · 기사라즈 · 고이 · 소가 · 지바 방면 |
| 2 | ■ 우치보 선 | 다테야마 · 지쿠라 · 아와카모가와 방면       |

## 역세권 정보
- 국도 제16호선
- 훗쓰시청사 훗쓰 출장소
- 지바 현립 훗쓰 공원
- 훗쓰 해안
- 훗쓰 매립기념관
- 도쿄 전력 신에너지 파크

## 역사
- 1915년 1월 15일 - 일본국유철도의 역으로 개업하였다.
- 1987년 4월 1일 - 민영화에 따라 동일본 여객철도의 소속이 되었다.
- 2009년 3월 14일 - 스이카의 사용이 가능해졌다.

## 인접역
| 동일본 여객철도 우치보 선 | 동일본 여객철도 우치보 선 | 동일본 여객철도 우치보 선 |
| ------------------------- | ------------------------- | ------------------------- |
| 기미쓰 소가 방면          | ■ 우치보 선               | 오누키 아와카모가와 방면  |